# Tuz János
Tuz János (Laki)(? – Velence, 1498. október 15. előtt) horvát bán, tárnokmester.

## Életpályája
Somogy vármegyei birtokos nemesi családból született, születési ideje ismeretlen. A család a Bő nemzetség Laki ágából való volt, melynek birtokai közé tartozott többek között Lak is, melyről nevét is vette.
Tuz János Hunyadi János familiárisa és Janus Pannonius barátja és bántársa volt, Szapolyai Imrével pedig közös birtokai voltak.
1439-ben iratkozott be a bécsi egyetemre, 1458-ban már trencséni várnagy, 1458–1459-ben pedig már kincstartó, 1464–1470 között ajtónállómester, 1466–1469-ben pedig már horvát-szlavón bán volt.
Rövid kincstárnoksága után a királyi tanácsban kincstartói ügyeket adott elő. A besztercebányai Jung-bányákat Ernuszt Jánossal együtt vette meg, de üzletrészét később eladta Ernusztnak.
Többször vett részt diplomáciai küldetésekben (1465-ben Rozgonyi Jánossal István bosnyák hercegnél; 1474–1495-ben például Nápolyban, Vetési Alberttel együtt Beatrix ő kérte meg kezét is, de Velencével is jó kapcsolatokat tartott fenn. Állhatatlan politikus volt, Vitéz János összeesküvésében is részt vett, amiért Mátyás király börtönbe záratta, de később kegyelmet kapott. 1478-tól tárnokmester lett, de 1480-ban ismét kegy-veszett lett, mikor Velencébe menekült, ott érte a halál is.